# Edward Oxford
Edward Oxford (Birmingham, 1822. április 19. – Melbourne, feltehetően 1900) angol állampolgár, aki 1840-ben rálőtt az állapotos Viktória brit királynőre és férjére, Albert hercegre, majd a bíróság beszámíthatatlannak ítélte.

## Ifjúsága
Edward Oxford 1822. április 19-én született Birminghamben Edward és Hannah Oxford hét gyereke közül harmadikként. Gyerekkorát szülővárosában és Lambethben töltötte. Hétéves volt, amikor apja meghalt. Az iskola befejezése után nagynénje alkalmazta őt Hounslow-ban kocsmai munkára, majd más vendéglőkben dolgozott. 1840 elején a londoni Oxford Street-i The Hog in the Pound kocsma pikolófiúja volt. Ebben az időben anyjával és egyik testvérével lakott együtt Camberwellben. 1840 májusában kilépett munkahelyéről.

## A merénylet

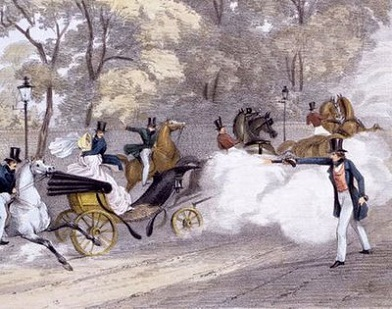
A merénylet J. R. Jobbins litográfiáján

Oxford 1840. június 10-én este hat órakor elhelyezkedett a Constitution-hegy egyik gyalogos ösvényén, közel a Buckingham Palotához. Amikor a fiatal, várandós Viktória királynő és férje, Albert herceg nyitott kocsija elhaladt előtte, két pisztolyából egy-egy lövést adott le rájuk.
A lövések után Edward Oxfordot elfogták és lefegyverezték a közelben tartózkodók. A férfi nem is próbált tagadni, azt mondta: „Én voltam, én tettem.” Az egy pillanatig nem volt kérdéses, hogy Oxford rálőtt a királyi párra, de az soha nem derült ki: volt-e lövedék a fegyverekben, azokat ugyanis nem találták meg. Emiatt a későbbi per során nem lehetett bizonyítani, hogy a fegyverek töltve voltak. Oxford azt mondta, hogy csak puskapor volt a pisztolyokban. Edward Oxfordot letartóztatták és felségárulással vádolták. A házkutatás során a hatóságok rábukkantak egy zavaros szabálykönyvre, amelyet Oxford írt egy kitalált katonai szervezet, az Ifjú Anglia (Young England) számára. A per megindítását addig halasztották, amíg az alapos nyomozás le nem zárult.

## A per
A tárgyalást, amelyet nagy érdeklődés kísért, 1840. július 9-én tartották az Old Bailey-ben. A vád számos szemtanút sorakoztatott fel, majd családtagok és barátok álltak a bíróság elé, akik arról beszéltek, hogy Oxford mindig is zavartnak tűnt, apja és nagyapja pedig egyaránt mentális betegség jeleit mutatták, illetve mindketten alkoholisták voltak. Ezek komoly érvek voltak a beszámíthatatlanság mellett a viktoriánus korban. Oxford édesanyja arról számolt be, hogy férje verte és megfélemlítette fiukat. A nő azt is mondta, hogy Oxford gyerekkorában gyakran ok nélkül kezdett sírni vagy hisztérikusan nevetni.
Az Edward Oxfordot megvizsgáló neves orvosok - köztük Dr. Thomas Hodgkin, akinek a nevét a Hodgkin-szindróma viseli – mindannyian azon a véleményen voltak, hogy a férfi nem beszámítható. Dr. John Conolly egyenesen azt gyanította Oxford fejformája alapján, hogy korábban agysérülést szenvedett. A bíróság a szakértői vallomások alapján beszámíthatatlannak minősítette a férfit.

## Elmegyógyintézetben
Oxfordot nem engedték szabadon, hanem a bethlemi elmegyógyintézetbe vitték, ahol a feljegyzések szerint sokat rajzolt és festett, nyelveket tanult, hegedült.
Oxfordot 1864. április 30-án átszállították a broadmoori elmegyógyintézetbe, ahol az elmebeteg bűnelkövetőket tartották bezárva. Érkezésekor feljegyezték az aktájába, hogy a merényletről azt mondta: csak lőpor volt a fegyverekben, lövedék nem, és nem azért lőtt a királyi párra, hogy megsebesítse őket, hanem azért, mert híres akart lenni.
1864 novemberében Sir William Hayter, az intézmény vezetője levélben tájékoztatta Sir George Grey belügyminisztert, hogy Oxford beszámítható és nem jelent veszélyt senkire. Grey visszautasította az Oxford elengedésére vonatkozó kérést. 1867 őszén az új belügyminiszter, Gathorne Hardy elrendelte a beteg állapotának ismételt vizsgálatát, majd hozzájárult ahhoz, hogy Edward Oxfordot elbocsássák, és az Egyesült Királyságon kívül, valamelyik brit gyarmaton telepedjen le. Mielőtt Oxford elutazott volna Ausztráliába, egy tucatnyi rendőr kereste fel a londoni rendőrségtől, akik fotókat és személyleírást készítettek róla arra az esetre, ha megpróbálna visszatérni Angliába.

## Ausztráliában
A férfi 1867. december 3-án indult Melbourne-be az HMS Suffolk fedélzetén. Oxford később nagy valószínűséggel John Freemanre változtatta a nevét. Egyes források szerint 1888-ban kiadott egy könyvet Lights and Shadows of Melbourne Life címmel, illetve szobafestőként dolgozott. Ott halt meg 1900-ban.